# São João da Urtiga
São João da Urtiga este un oraș în Rio Grande do Sul (RS), Brazilia.